# Tribun (Venedig)
Das Amt des Tribuns bestand in Venedig und den Orten der Lagune spätestens ab dem frühen 6. und bis zum Ende des 9. Jahrhunderts. Die Tribunen waren, so die gängige Meinung, lokale Vertreter der Inseln in der Lagune, die für Verwaltungs- und Rechtsfragen zuständig waren. Sie erscheinen dort als tribuni maritimorum in den Quellen erstmals gegen Ende des Ostgotenreichs, wenige Jahre bevor dem Oströmischen Reich 540 die Eroberung seiner Hauptstadt Ravenna gelang. Mit der Eroberung Oberitaliens durch die Langobarden ab 568/69 und der zunehmenden Abwanderung der davon betroffenen Bevölkerung in die Lagune, deren Inseln für die Eroberer unzugänglich waren, wuchsen ihre Aufgaben und Zuständigkeiten. Als 751 Ravenna von Langobarden erobert wurde, endete endgültig die unmittelbare Machtausübung durch den dortigen Vertreter des oströmisch-byzantinischen Kaisers. Ob dies die Tribunen waren, ist nicht gesichert. Es ist auch die Zahl der Tribunen ebenso wenig bekannt wie es ihre Amtsorte sind. Dies gilt darüber hinaus für die Frage, ob und inwiefern das Amt erblich wurde und inwieweit es Einfluss auf die Etablierung des stadtvenezianischen Adels hatte.
Von der venezianischen Geschichtsschreibung wurde das Tribunat weitgehend ignoriert, da die Nähe zum römischen Volkstribun zu groß war, der in den Augen der dominierenden Adelsfamilien für die Spaltung der römischen Gesellschaft stand. Daher lösten die Dogen nach dieser Darstellung die Herrschaft der Tribunen ab. Von der allgemeinen Geschichtsschreibung wurde das Tribunat fälschlicherweise als Symbol einer bis ins frühe 6. Jahrhundert zurückreichenden Souveränität Venedigs, oder im Gegenteil, einer ebenso weit zurückreichenden Abhängigkeit von den festländischen Mächten, wie dem Reich der Ostgoten oder dem Frankenreich, gedeutet.

## Geschichte
Wie die Entstehung des Tribunats verlaufen ist, ist ungeklärt, doch hängt sie wohl mit den zunehmenden militärischen Konflikten der Epoche zusammen. Der oströmische Exarch von Ravenna ernannte ab den 580er Jahren einen Magister militum als militärischen und zivilen Oberbefehlshaber der Provinz. Ihm unterstanden in der Lagune wiederum Tribunen, wenn die dortige Herrschaft ähnlich aufgebaut war wie in Rom zur Zeit Papst Gregors I.

### Ostgotenreich
Nur in einer einzigen Quelle lässt sich in der Lagune ein Tribunat zur Zeit des Ostgotenreichs fassen. Cassiodor erwähnt in einem Brief von 537/38, als Ravenna noch die Hauptstadt des Ostgotenreichs war, bevor sie 540 von Byzanz erobert wurde, tribuni maritimorum. Sie sollten, so sei der Wunsch oder Befehl des Königs Witichis, Weizen, Öl und Wein von Istrien in die gotische Residenzstadt bringen. Schon der Jesuit und Historiker Jules César Boulenger (1558–1628) vermerkte 1618 die Bedeutung dieser Sätze, die doch so schwer zu deuten waren. Wie Albrecht Berger 2006 konzedierte, wissen wir bis heute fast nichts über die lokalen Zustände, und wir können daher kaum eine Vorstellung gewinnen, was die Tribunen im frühen 6. Jahrhundert waren, rund ein halbes Jahrhundert bevor das Exarchat Ravenna entstand.
Nichtsdestoweniger meinte im Jahr 1905 Heinrich Kretschmayr (1870–1939), einer der besten Kenner der venezianischen Geschichte, diese Tribunen seien zu gotischer Zeit noch Beamte des Kaiserreichs gewesen, die durch „untergeordnete Polizeiorgane wohl vor allem den Fisch- und Salzhandel überwachen ließen“. Andere deuteten sie als „mächtige Schiffsbesitzer, tribuni maritimorum, die numerosa navigia ihr eigen nannten“, wie etwa Alexander Theodor Heerklotz in seiner Dissertation zu den Variae des Cassiodor aus dem Jahr 1926. In der Tat waren sie die Adressaten des Briefes Cassiodors, und so müssen sie in irgendeiner Weise in der Lage gewesen sein, die notwendigen Schiffe aufzubieten. Bereits im Dictionnaire des Augustin Calmet (1672–1757) von 1730 führten die von Cassiodor genannten Tribunen die Aufsicht über Häfen, Flüsse und Salinen, obwohl sich dafür keinerlei Quellenbeleg findet. Im Digesto italiano von 1899 regierten sie schlicht die Lagune. In der französischen Übersetzung des dreibändigen Geschichtswerks des Jesuiten Orazio Torsellini (1545–1599) war schon 1708 klar ausgesprochen, dass Venedig zunächst von Konsuln regiert worden war, dann von einzelnen Tribunen. Sie wurden demnach vom Volk jeder Insel jährlich gewählt und vertraten je eine separate Republik. Der Doge machte später aus dem Tribunat wiederum ein Amt, das jährlich neu besetzt wurde. Hingegen stellte Abraham-Nicolas Amelot de la Houssaie 1695 Mutmaßungen darüber an, ob Cassiodor bzw. der Gotenkönig den Tribunen Befehl erteilte oder ob er sie um eine Warenlieferung ersuchte, ob sie also Untertanen waren oder ob sie eher als Verbündete zu betrachten waren. Das 1856 von Giuseppe Boerio herausgegebene Wörterbuch des venezianischen Dialekts, das Dizionario del dialetto veneziano, wartete unter dem Eintrag „Tribun“ mit weiteren Feststellungen auf: „Rang oder Amt der republikanischen Magistratur, das auch die Venezianer in ihrer frühen Regierung besaßen, von 456 bis 697, vor der Einrichtung der Dogenwürde.“
Das Selbstverständnis der Republik als schon seit der Spätantike autonomer Staat stand gegen die Vorstellungen von einer Abhängigkeit, sei es von den Goten, sei es von Byzanz. Die einzige Quelle lässt hierin jedoch keine Entscheidung zu. Mit wie großer Selbstverständlichkeit Deutungen dennoch angeboten werden, zeigt noch Janet Sethre. Sie deutet den Vorgang vollkommen um und postuliert, Cassiodor habe die Lagunenbewohner nur zur „Diversifizierung“ ihrer „industriellen“ Tätigkeit auffordern wollen.
Wenn Cassiodor allerdings selbst äußert, die Lagunenbewohner lebten nur von Fisch und Salz, und dass sie keinen Neid kannten, da jeder nur wenig besaß, so argwöhnte man, schon Cassiodor habe die Situation in der Region kaum einzuschätzen verstanden und sich in idealisierenden Allgemeinplätzen ergangen. An der fehlenden Kenntnis des Briefschreibers über die Verhältnisse in der Lagune liegen diese Unklarheiten jedoch vermutlich nicht. Das stellte der Wirtschaftshistoriker Gino Luzzatto fest, der im Gegenteil annahm, dass Cassiodor die Verhältnisse in der Lagune recht gut kannte, denn ihm war das Erscheinungsbild der durch die Barene und Kanäle fahrenden Schiffe, die an den Flüssen oftmals von Menschen gezogen wurden, allem Anschein nach vertraut. Luzzatto schrieb daher davon, dass Cassiodor als hoher Funktionär des Ostgotenreichs die Tribunen nur eingeladen habe, die genannten Waren nach Ravenna zu bringen – von einem Befehl ist keine Rede mehr. Noch in der Storia di Venezia waren die Tribunen wenige Jahre zuvor kurzerhand zu öffentlichen Beamten (ufficiali pubblici) eines „souveränen Staates“ gemacht worden. Alvise Zorzi bezweifelte 1979 wiederum, die Tribunen seien Ausdruck der frühen venezianischen Souveränität gewesen.
Letztlich entziehen sich die frühen Tribunen Cassiodors weitgehend wissenschaftlicher Deutung. Dabei bot schon Theodor Graswinckel in seinem Libertas Veneta von 1634 die Unterscheidung zwischen Iussum und Mandatum an. Ersteres stehe zwischen Ungleichen, es sei zwischen Erzieher und Schüler, Vater und Sohn üblich, letzteres zwischen Gleichen oder Freunden, „inter quos imperium non est, ut inter amicos“ (sinngemäß: „zwischen denen es keine Befehlsgewalt gibt, wie unter Freunden“).
Cassiodor selbst dürfte ein klares Verständnis vom Amt des Tribunen gehabt haben, denn sein gleichnamiger Großvater hatte dieses Amt unter dem römischen Kaiser Valentinian III. ausgeübt, als es noch ein Militärposten in einer klar definierten Militärhierarchie war oder aber ein Zivilposten in einer entsprechenden Hierarchie.

### Langobardisch-byzantinische Rivalität
Mit den eskalierenden Konflikten zwischen Byzanz und den Langobarden unter häufiger Einmischung fränkischer Gruppen ging eine Intensivierung der Militärverwaltung in der Provinz einher. Etwa 15 Jahre nach Beginn der langobardischen Wanderung nach Italien entstand das Exarchat Ravenna, dessen Verhältnis zu den Tribunen ebenfalls ungeklärt ist. Nachdem Severus, der Patriarch von Aquileia, vom Exarchen Smaragdus zusammen mit dreien seiner Bischöfe, nämlich Johannes von Parenzo, Severus von Triest und Vindemius von Cissa, aus Grado nach Ravenna entführt und gezwungen worden war, sich im Dreikapitelstreit dem Papst zu unterwerfen, widerrief Severus 591. Daraufhin wurde er von Papst Gregor I. nach Rom zitiert. Überbringer der Forderung war ein Tribun, der einen Befehl des Kaisers Maurikios mit sich führte und der Soldaten mitbrachte. Hier zeigt sich die byzantinische Amtshierarchie, in der die Tribunen eine schwer erkennbare Rolle spielten.
Ob die Tribunen in der Lagune ansässig waren, bleibt gleichfalls unklar. Zunächst schien eine Inschrift des Kaisers Herakleios auf Torcello, die sich in das Jahr 639 datieren ließ, einen Hinweis auf einen magister militum provinciae Venetiarum zu liefern. Doch die Inschrift ist so stark zerstört, dass die Deutung in diesem Sinne nur auf zwei lesbaren Buchstaben basiert. Diese lassen jedoch auch andere Deutungen zu. Von einer Überinterpretation als Anzeichen venezianischer Selbstständigkeit hat sich die Forschung inzwischen wieder verabschiedet.

### Zunehmende Selbstständigkeit der Lagune von Venedig
Mit der im 7. Jahrhundert zunehmenden Isolierung und Abtrennung von Byzanz, das die Kontrolle über weite Teile Italiens und auch der Ostseite der Adria verlor, ging die Wahl des ersten Dogen Paulicius einher, die traditionell im Jahr 697 angesetzt wird. Aber auch dieser Vorgang ist kaum zu deuten. So vermutete man etwa, der erste Doge sei eine Erinnerung an die Exarchen, oder man romantisierte wie Edward Gibbon die Entwicklung in Venedig: „Inmitten der Gewässer, frei, arm, fleißig, unzugänglich, verschmolzen sie allmählig zu einer Republik … und an die Stelle der jährlichen Wahl von zwölf Tribunen trat das lebenslängliche Amt eines Herzoges oder Dogen“. Abgesehen von der verschleiernden Rhetorik: Wer die 12 Tribunen waren, wer sie bestimmte, bleibt undeutlich; in jedem Falle entstand das „lebenslängliche Amt eines Dogen“ im Laufe des 8. Jahrhunderts.

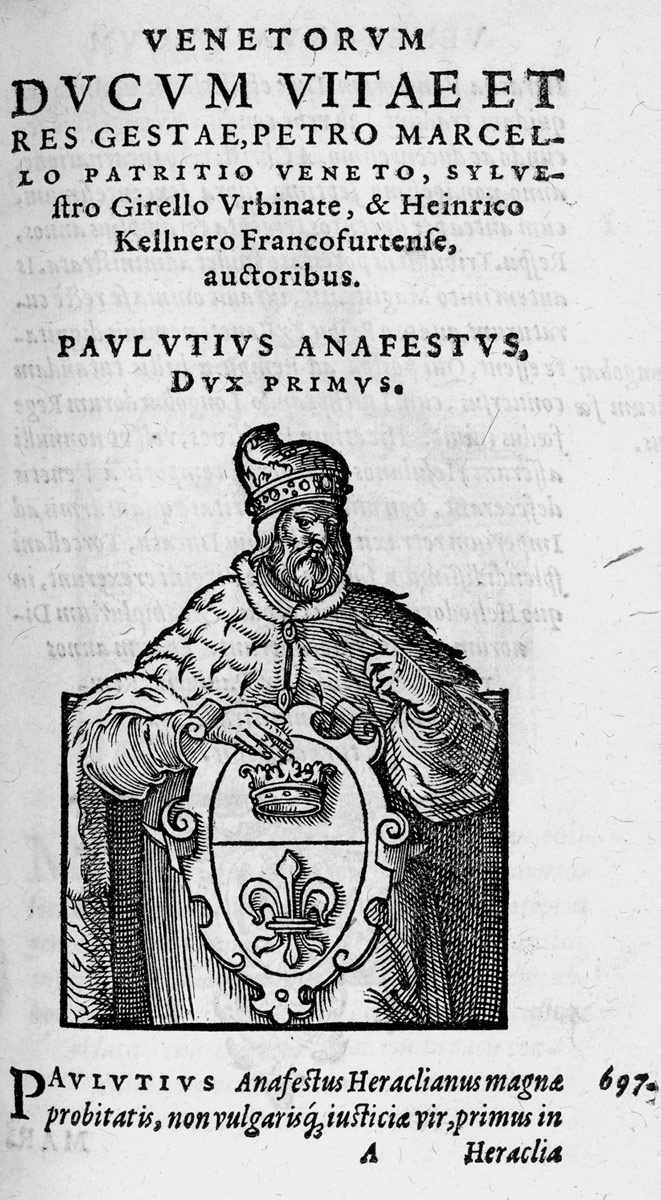
Darstellung des ersten Dogen, Jost Amman 1574

Die Entstehung des neuen Amtes könnte mit dem Widerstand der Familien zusammenhängen, die das Amt des Tribunen üblicherweise innehatten. Paolo Lucio Anafesto oder Anafestus Paulucius, in den frühen Quellen Paulicius genannt, wurde 697, so berichtet der einzige Gewährsmann Johannes Diaconus in seiner Istoria Veneticorum, von jährlich neu gewählten Tribunen, die die Lagune beherrschten, zum ersten Dogen erhoben, weil dies ‚ehrenhafter sei‘. Allerdings konnte Șerban Marin 2018 zeigen, dass die Abschnitte der Istoria Veneticorum, die die Zeit vor 764 darstellen, nicht von Johannes stammen und erst im 13. Jahrhundert zu seiner Chronik hinzugefügt worden sind.
Der Doge Obelerio Antenoreo (804–810) war vor seinem Amtsantritt Tribun von Metamaucum. Horst Enzensberger nahm 1976 an, dass das Tribunat zu dieser Zeit bereits erblich war. Andrea Dandolo schreibt im 14. Jahrhundert, dass „Tribuni et omnes primates et plebei cum patriarcha et episcopis et cuncto clero in Heraclea hiis diebus pariter convenerunt.“ (‚Die Tribunen und sämtliche Herren und das Volk versammelten sich mit dem Patriarchen, den Bischöfen und dem gesamten Klerus‘). Wie so häufig in der venezianischen Staatsgeschichtsschreibung wurden die Konflikte hinter diesem Vorgang verschleiert (oder waren schon gar nicht mehr bekannt), um eine von Anfang an bestehende Einigkeit über die Machtordnung zu suggerieren. Zudem wurde hier, wenn auch mäßig, die Trennung zwischen Klerus und Laien rhetorisch hervorgehoben, die für die venezianische Geschichte eine größere Bedeutung besaß als in anderen Staaten.
Die Verlagerung des Amtssitzes des Dogen nach Rialto (809–811) dürfte die anderen Zentren der Lagune, und damit bestimmte tribunizische Familien, wie sie sich später selbst bezeichneten, ins machtpolitische Abseits gedrängt haben. Andrea Castagnetti und Giorgio Zordan konnten zeigen, dass es zwei Tribunen, Buono und Rustico waren, die 829 die Reliquien des Heiligen Markus nach Venedig brachten, die für die Stellung zwischen den konkurrierenden christlichen Zentren von zentraler Bedeutung wurden. Die Misserfolge des Dogen Giovanni I. Particiaco, der Zuflucht beim fränkischen Kaiser Lothar suchen musste, führten dazu, dass letztmals ein byzantinischer Tribun namens Caroso für sechs Monate die Lagune beherrschte. Ob sich hier zum letzten Mal der Gegensatz zwischen einer Amts- und einer Erbtitelauffassung des Tribunats äußerte oder ob Caroso nur noch Exponent der pro-byzantinischen gegen die pro-fränkischen Familien war, ist unbekannt. Sein Vater jedenfalls war ein Bonicio Tribuno, wie Muratori meinte, was die Erblichkeit des Titels nahelegt. Möglicherweise verbirgt sich dahinter zudem ein Machtkampf zwischen den Familien von Rialto und denen von Metamaucum, das zuletzt den Putschversuch des ehemaligen Dogen Obelerius unterstützt hatte, der von dort kam. Die Angaben über Caroso gehen allerdings erst auf Martino da Canale und die Chronik des Andrea Dandolo aus dem 13. bzw. 14. Jahrhundert zurück, die sich nur vorstellen konnten, dass hinter der Vertreibung des Dogen eine Verschwörung stecke.
In den Jahrzehnten um 700 finden sich Tribunen in Treviso, in Asolo und Oderzo sowie in Padua; hinzu kommen einige Männer, die den Titel als eine Art Beinamen führten, zumindest ist keine Amtsfunktion dahinter erkennbar, es sei denn, die einer Eintreibung von Tributen oder Abgaben.
Wie stark die Macht der Tribunen zugenommen hatte, zeigte sich bereits beim Dogen Domenico Monegario (756–764), der unter der Kontrolle zweier Tribunen stand. Dies widersprach allerdings dem Selbstverständnis der später maßgeblichen adligen Familien so drastisch, dass die von ihnen gesteuerte Geschichtsschreibung diese Tatsache später weitgehend ignorierte. Dies dürfte damit zusammenhängen, dass die tribunizische Macht vom Volk, dem popolo ausging, was einerseits mehr als der Adel war, andererseits nicht im modernen Sinne alle Bewohner umfasste. Der Versuch, auf diese Art das Dogenamt zu kontrollieren und von der Bildung einer Dynastie abzuhalten, war letztlich nicht erfolgreich. Er ist vor dem Hintergrund zu sehen, dass 750/751 die byzantinische Macht in Italien einen schweren Schlag erlitt, als den Langobarden die (erneute) Eroberung Ravennas gelang. Damit erlangten die Tribunen, da es über ihnen keine byzantinischen Amtsinhaber mehr gab, ein noch höheres Maß an Selbstständigkeit, zumal die Orte der Lagune keinerlei Anstalten machten, die Stadt abermals zurückzuerobern (wie sie es 739/740 getan hatten).
Eine ähnlich geartete Institution sah man ab dem Spätmittelalter in der Avogaria di Comun, deren Angehörige, die Avvogadori, eine Art Anwälte des Staates darstellten. Die Aufgabe der drei Avvogadori bestand vor allem darin, den Adel zu überwachen und das Volk vor Übergriffen der Mächtigen zu schützen – mithin das Recht selbst gegen die bloße Macht zu schützen. Sie konnten zudem gegen Beschlüsse der Ratsgremien Einspruch erheben. Als Venedig sich nach 1404 in die Terraferma ausdehnte, das angrenzende italienische Festland, erhielten sie auch dort erhebliche Macht. Den Höhepunkt erreichte ihre Machtstellung zwischen etwa 1450 und 1550, als der Rat der Zehn sie hierin ablöste, der gleichfalls das Recht innehatte, auch gegen den höchsten Adel und den Dogen selbst vorzugehen. Doch noch im 18. Jahrhundert nahmen sie Einfluss auf die Entwicklung der Verfassung.

## Rezeption im Rahmen der Republik Venedig
Schon Johannes Diaconus, der stets versuchte, eine von Anfang an bestehende Unabhängigkeit Venedigs nachzuweisen, schreibt, die Bürger Venetiens hätten nach der Flucht in die Lagune Tribunen an ihre Spitze gewählt. Dabei versteht Johannes den Titel fortschreitend als Unterscheidungsmerkmal zum übrigen Volk.
Obwohl die Bezeichnung Tribun im Laufe des 9. Jahrhunderts außer Gebrauch kam, und man Bezeichnungen wie nobiles oder nobiliores, magnates, maiores oder principes für den Adel vorzog, versuchten die Familien doch stets, sich auf die tribunizischen Familien zurückzuführen. Dies zeigt etwa die, laut Roberto Cessi, zwischen 940 und 1096 entstandene Geschlechterliste in der Origo, die vor dem Hintergrund entstand, dass die alten Geschlechter sich in der noch von unten nach oben durchlässigen Adelsschicht Venedigs gegenüber Emporkömmlingen abzugrenzen versuchten. Die Rückführung auf byzantinische und damit römische Beamte war dazu durchaus geeignet, denn diese Familien galten als Träger der römischen Kultur, die sie mit der Flucht vor Langobarden und Hunnen auf die Inseln der Lagune gerettet hatten. Damit waren sie die Gründer der Stadt. Tatsächlich wurde die vormittelalterliche Geschichte der Lagune bis in die zweite Hälfte des 20. Jahrhunderts so lange umgedeutet, bis keinerlei Erinnerung mehr daran bestand. Familiennamen, wie sie in der Origo auftauchen, wie die Tribunenfamilie der Anastasii (auch Theodosii genannt) deuten dabei auf eine nicht quantifizierbare Einwanderung aus dem griechischen Osten hin. Des Weiteren finden sich dort Namen wie Apoli, Aulipati, Ianaseni, Kalosi, Magadissi, Syrani und Zopulus, aber auch die Badoer und andere wichtige Familien reklamierten die prestigeträchtige griechische Abstammung für sich.
Auch im Spätmittelalter beriefen sich Familien aus höchstem Adel auf die Abstammung von einem der Tribunen, wie etwa der Doge Niccolò Tron. Daher wurden diese als tribunizische Familien bezeichnet, die den zwölf apostolischen im Ansehen nur wenig nachstanden. Letztere hatten einer Legende zufolge im Jahr 697 den ersten Dogen gewählt und führten sich gar bis in die Zeit der Apostel zurück.
Als erster befasste sich wohl der venezianische Bürger Nicolò Crasso in den 1630er Jahren mit der Frage, woher das Amt des Tribunen rühre. Er kam zu der Annahme, dass die Amtsbezeichnung „Tribun“ auf das antike Rom zurückgehe. Francesco Sansovino (1512–1586) stellte 1581 anhand des Wortlauts im Brief Cassiodors fest – der erst im 14. Jahrhundert in der venezianischen Geschichtsschreibung rezipiert wird –, dass es in der Frühzeit mindestens zwei Tribunen gegeben haben müsse.
Vettor Sandi sah 1755 im Tribunat die Wurzeln des aristokratischen Venedig, wobei er den Tribunen als Verteidiger des Populus im antiken Rom sah, als „protettor della plebe“, als ‚Beschützer des Volkes‘.
Marc’Antonio Sabellico leitete in seinem Werk De venetis magistratibus (1502) das Recht der Avogadori, in den Gesetzgebungsprozess einzugreifen (intercessione), von der tribunizischen Gewalt im antiken Rom ab. Auch Guerino Pisone Soacio († 1591) verglich 1563 die römischen und die venezianischen Magistraturen, doch unterschied die venezianischen Verhältnisse von den römischen gerade, dass sich die Staatsgewalt nicht von der Volksgewalt ableitete, sondern ihren Bezugspunkt nur in den Verfassungsorganen hatte. Gasparo Contarini machte aus den Avvogadori geradezu Tribunen der Gesetze, also nicht des Volkes. Für Paolo Paruta, einen der offiziellen Geschichtsschreiber der Republik in der zweiten Hälfte des 16. Jahrhunderts, waren die römischen Tribunen geradezu eine der Ursachen für die Tumulte und die Uneinigkeit der Römer. Das Amt widersprach seiner Meinung nach fundamental dem venezianischen Ideal einer Gesellschaft, in der sich monarchische, aristokratische und demokratische Elemente auf das Beste mischten.
Diese Auffassung teilte jedoch ein erheblicher Teil des Adels, die sogenannten Nobili barnabotti, keineswegs. Sie waren in der zweiten Hälfte des 17. Jahrhunderts durch die Verarmung eines Teils des Adels entstanden und wurden vielfach als Plebe bezeichnet, also als Volk. Daraus leitete in den 1720er Jahren Marco Foscarini in seinem Werk Della perfezione della Repubblica veneziana (Von der Vollkommenheit der venezianischen Republik) eine Vorstellung vom römischen Tribunat ab, die zu Eintracht und Prudentia zwischen den Ständen Roms neigte. Da das Volk demnach mehr Rechte besessen habe, habe es sich auch mehr für die Römische Republik eingesetzt.
In der Debatte um die Reform der Inquisitori di Stato, der Staatsinquisitoren, von 1761 kam es ebenfalls zu einer Besinnung auf die römischen Verhältnisse. Die Avvogadori strebten im Rahmen einer Verfassungsänderung eine größere Macht an, eine Podestà tribunizia, in der Sachlichkeit und Sorgsamkeit vorherrschen sollten, und Heiligkeit nicht anerkannt wurde.
Luigi Gonzaga Castiglione, der sich selbst als „Verteidiger“ des Volkes bezeichnete, beschrieb das Verhältnis von Wucher und der Entstehung des römischen Tribunats gegen Ende des 18. Jahrhunderts. Ihm diente die Geschichte der Gracchen zum besseren Verständnis der Krise Venedigs.
Das Dizionario del diritto veneto von 1779, das der Anwalt Marco Ferro verfasste, gilt als letzter Versuch, das venezianische Recht mit dem modernen Recht seiner Zeit zu verbinden, doch beim Eintrag Tribuno bezog auch er sich weiterhin auf die Analogie zwischen der Avogaria di commun und dem Volkstribunat. Nach wie vor bestanden die Rechtstheoretiker darauf, dass das venezianische das römische Recht, mit einigen Anpassungen, fortsetzte. Dies galt bis zum Ende der Republik im Jahr 1797.